# Cathédrale du Christ-Roi de Yambio
Cette  cathédrale n’est pas la seule cathédrale du Christ-Roi.
La cathédrale du Christ-Roi située à Yambio, capitale de l'état de l'Équatoria-Occidental au Soudan du Sud, est le siège de l'évêque du diocèse de Tombura-Yambio.